# Wymieranie triasowe

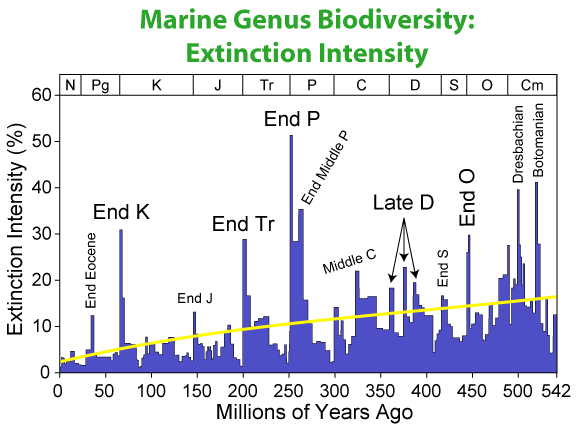
Intensywność wymierań organizmów morskich na przestrzeni poszczególnych okresów geologicznych: Botomanian – wczesny kambr, Dresbachian – późny kambr, End O – koniec ordowiku, End S – koniec syluru, Late D – górny dewon, Middle C – środkowy karbon, End Middle P – koniec środkowego permu, End P – koniec permu, End Tr – koniec triasu, End J – koniec jury, End K – koniec kredy, End Eocene – koniec eocenu

Wymieranie późnotriasowe – masowe wymieranie mające miejsce około 201 milionów lat temu, w wyniku którego w morzach zniknęła cała gromada konodontów i 23-34% morskich rodzajów zwierząt.
Na lądzie wymarły wszystkie archozauromorfy poza krokodylomorfami, pterozaurami i dinozaurami; niektóre z wymarłych grup były wcześniej liczne, jak aetozaury, fitozaury i rauisuchidy. Przed okresem jurajskim wymarły też niektóre pozostałe nie-ssacze terapsydy i wiele dużych płazów – temnospondyli. Nadal jednak istnieje wiele wątpliwości co do związku granicy Tr-J z wymarłymi kręgowcami lądowymi, ze względu na brak skamieniałości lądowych z ostatniego piętra triasu (retyk). Spośród fauny lądowej przetrwały krokodylomorfy, dinozaury, ssaki, pterozaury i żółwie.
Wymieranie związane było najprawdopodobniej z wielkim załamaniem klimatycznym (efekt cieplarniany wywołany wulkanizmem), rozwój warunków beztlenowych.